# 棘腹瓊脂鯉
棘腹瓊脂鯉，為輻鰭魚綱脂鯉目脂鯉亞目脂鯉科的其中一個種，為熱帶淡水魚，分布於南美洲巴西托坎廷斯河、巴拉圭河流域，體長可達5.5公分，棲息在沙泥底質水域，生活習性不明。

## 扩展阅读
- 維基物種上的相關：棘腹瓊脂鯉